# Lily Chou-Chou
릴리 슈슈 (Lily Chou-Chou)는 영화에 등장하는 가공의 싱어송라이터, 또는 일본의 음악 그룹이다.
모두 영화 《릴리 슈슈의 모든 것》과 관련된 존재들이며, 또 릴리 슈슈란 이름은 드뷔시의 첫 번째 아내(Rosalie Texier)의 별명인 'Lily', 두번 째 아내 사이에 생긴 딸의 애칭 'Chou-Chou'에서 따온 것이다.